# Hitoshi Morishita
Pour les articles homonymes, voir Morishita.
Hitoshi Morishita (森下 仁志, Morishita Hitoshi) est un footballeur japonais né le 21 septembre 1972.